# Frankfurter Rindswurst

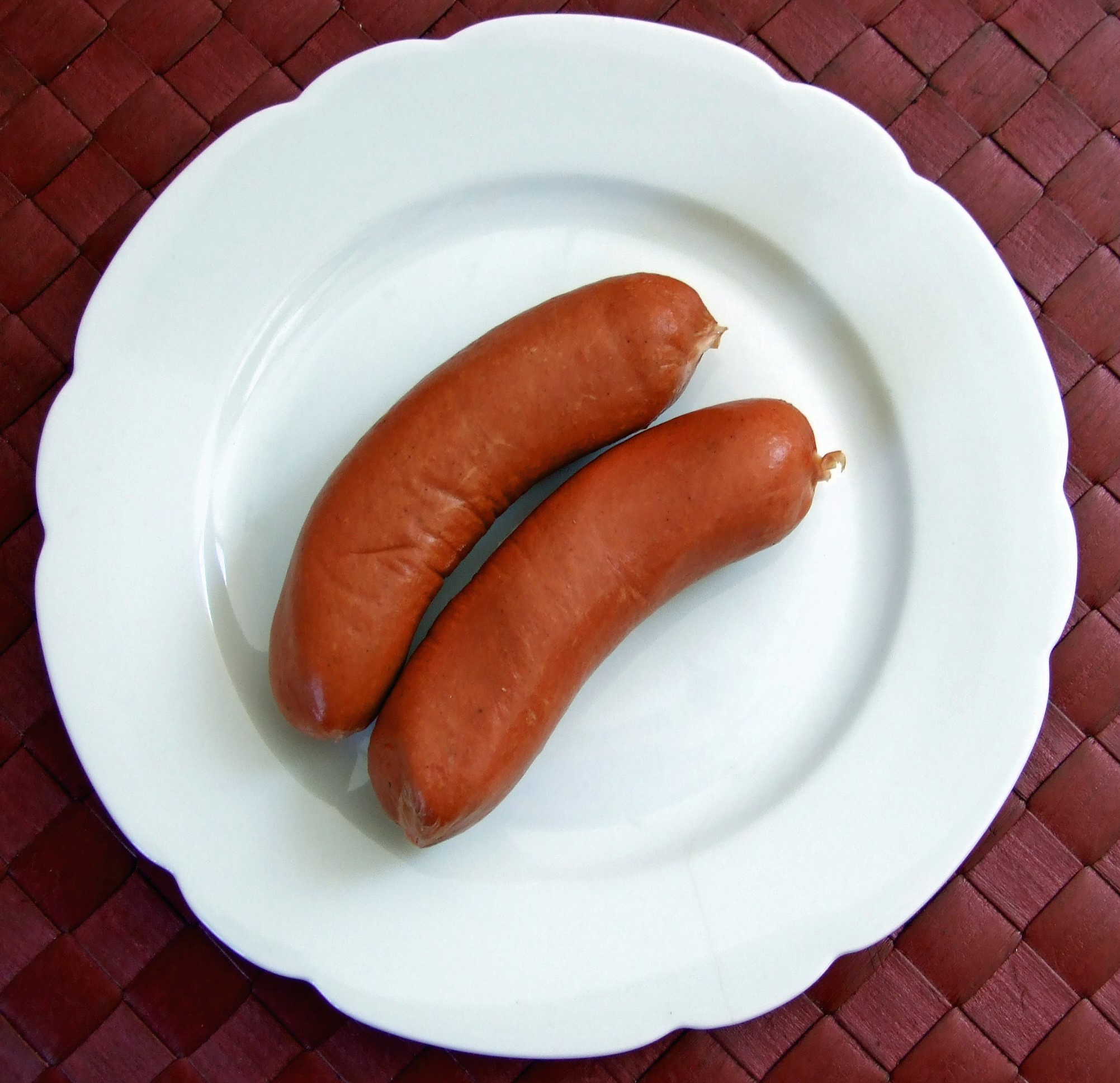
Frankfurter Rindswurst

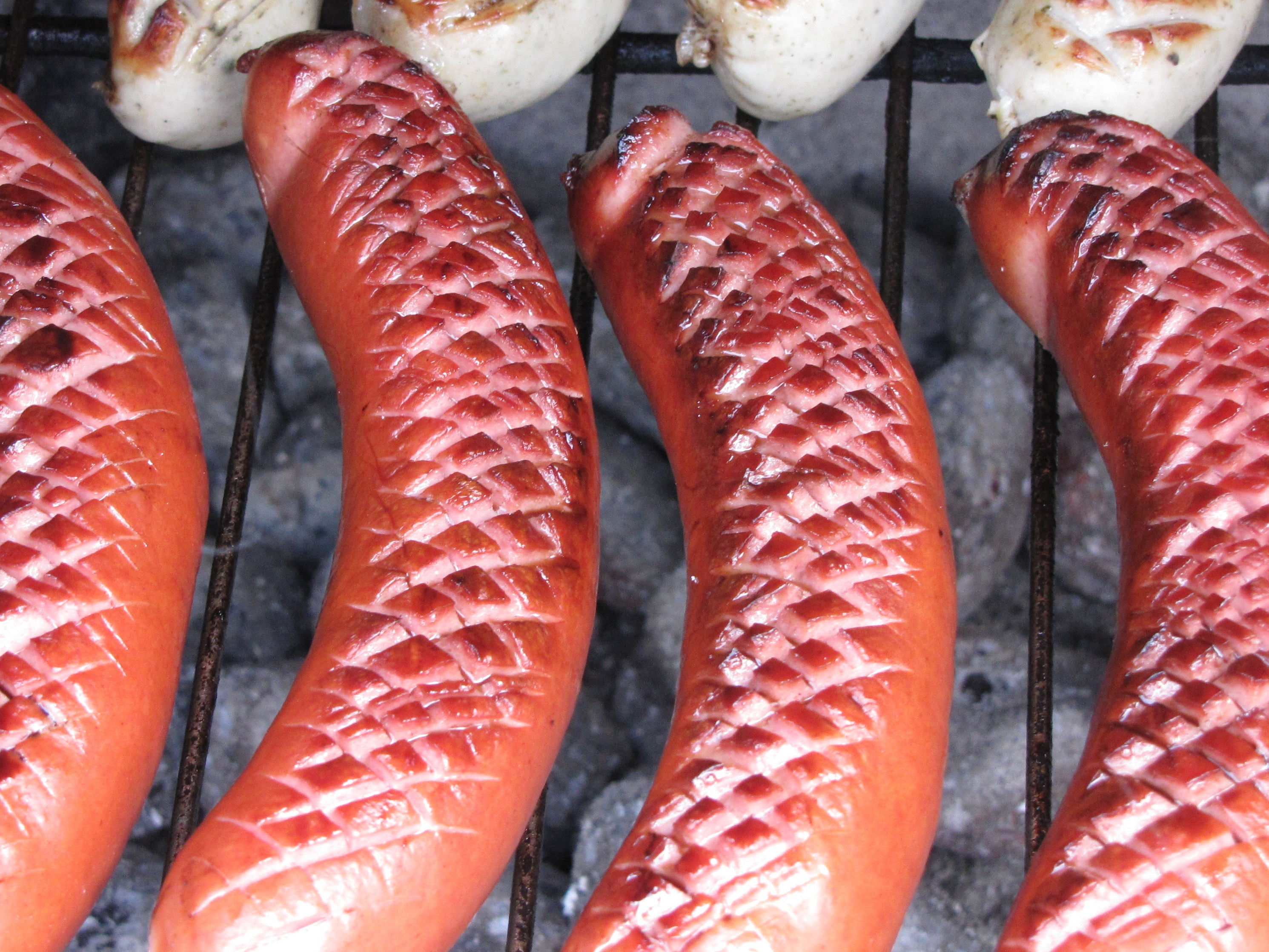
Gegrillte Frankfurter Rindswurst

Frankfurter Rindswurst (auch Rindswurst, Rote, Rote Wurst) ist eine Brühwurst. Der bekannteste Hersteller ist das Frankfurter Unternehmen Gref-Völsing.
Der Fleischanteil der Wurst besteht zu 100 % aus Rindfleisch, dabei kann Muskelfleisch teilweise durch Fleischfett ersetzt werden. Für die Herstellung wird das grob gewolfte Fleisch mit Nitritpökelsalz und Kutterhilfsmitteln kurze Zeit im Kutter langsam zerkleinert. Anschließend gibt man das Fett und Eisschnee hinzu und erhöht die Geschwindigkeit der Zerkleinerung, bis die Masse püriert ist. Zuletzt würzt man die Masse mit weißem Pfeffer und Paprika und ergänzt ggf. Farbstabilisator. Die Würste werden 60 bis  90 Minuten heiß geräuchert. Sie haben ein Stückgewicht von 100 g und werden in Rinderdärmen mit einem Durchmesser von 32 bis 34 mm abgebunden. Für die Herstellung von Rindsbratwurst wird Kochsalz statt Nitritpökelsalz verwendet.